# 梅薩拱門
38°23′17″N 109°51′49″W / 38.38806°N 109.86361°W

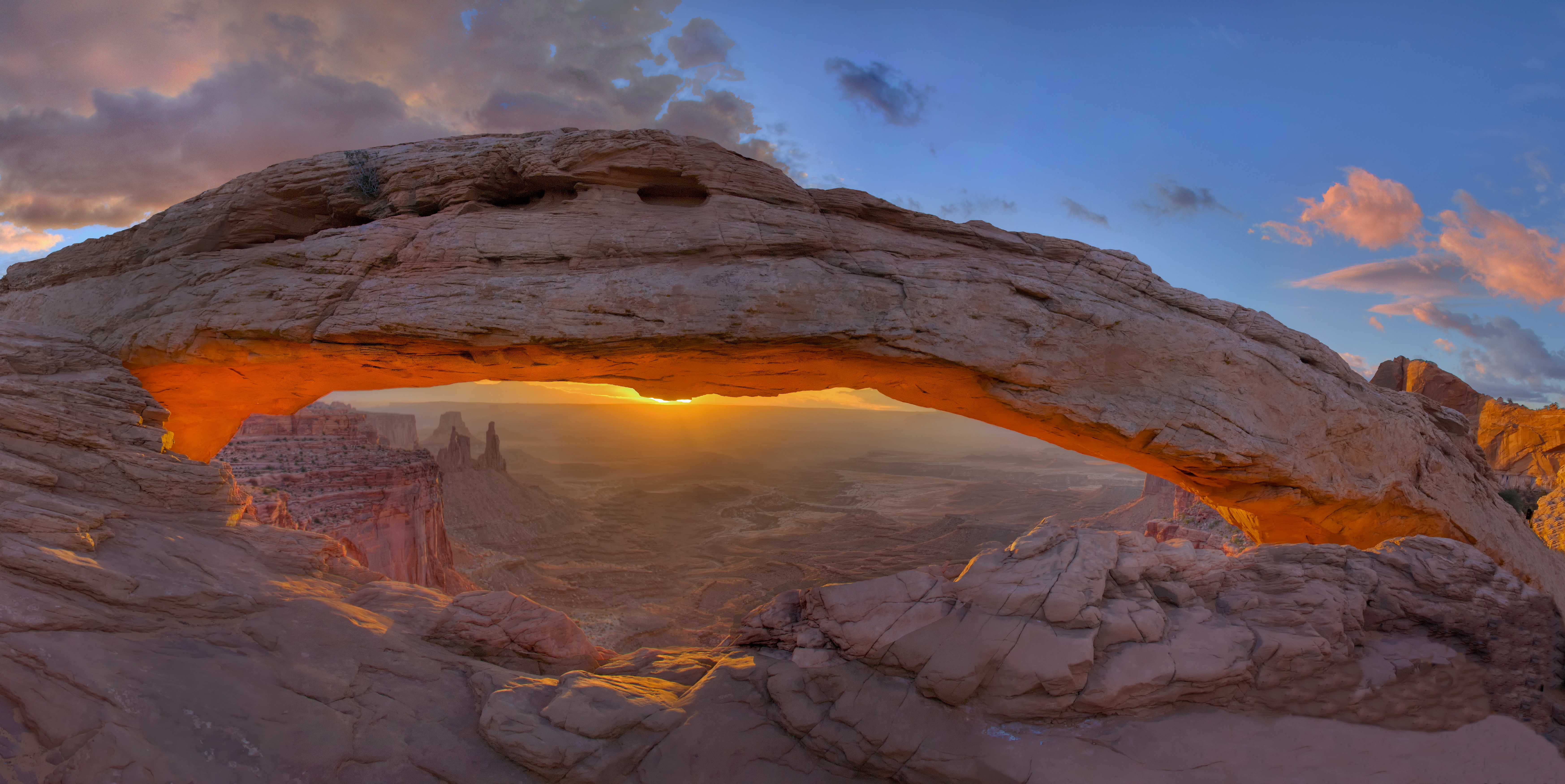
梅薩拱門

 梅薩拱門（Mesa Arch）是一個在美國猶他州峽谷地國家公園的天然拱橋。這個拱門很常在日出時被拍攝，攝影師會從拱門底部拍攝日出時的光芒。

## 外部連結
http://www.nps.gov/cany/index.htm （页面存档备份，存于）